# Alexovice

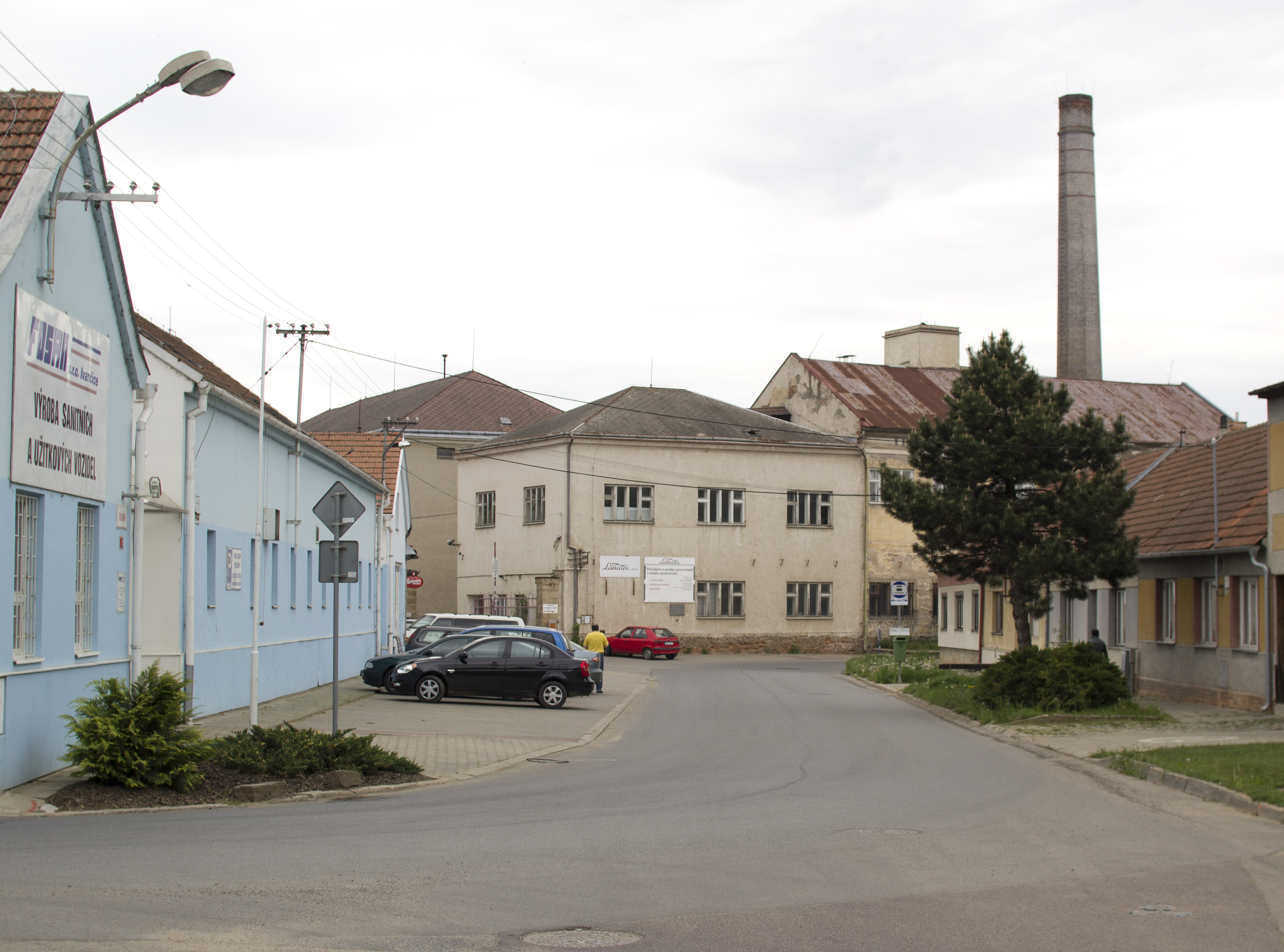
Fabrikstraße

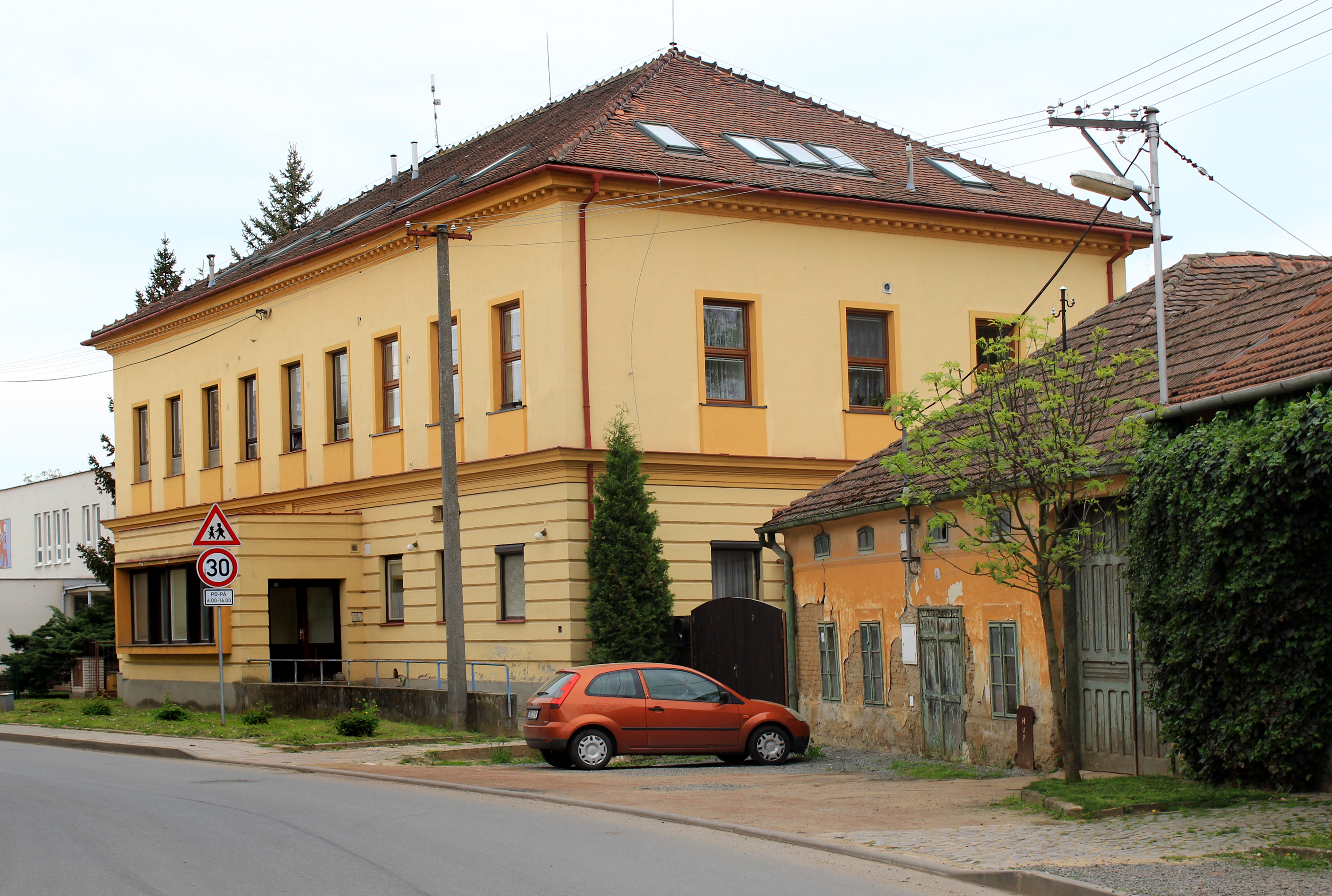
Alte Schule

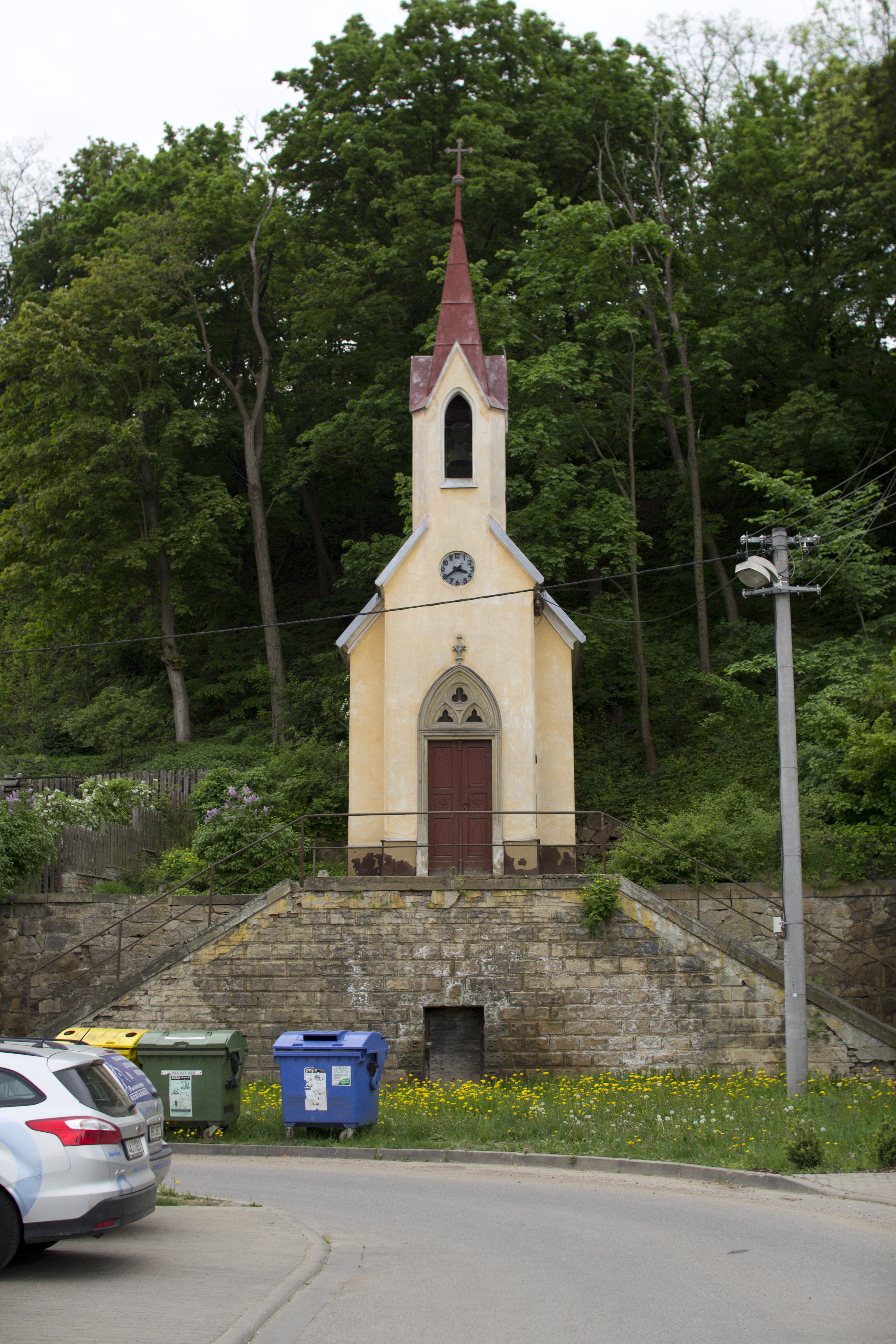
Kapelle der Jungfrau Maria

Alexovice (deutsch Alexowitz) ist ein Ortsteil der Stadt Ivančice in Tschechien. Er liegt zwei Kilometer südwestlich von Ivančice und gehört zum Okres Brno-venkov.

## Geographie
Alexovice befindet sich am rechten Ufer der Jihlava in der Boskovická brázda (Boskowitzer Furche) in Südmähren. Im Norden erhebt sich der Bouchal (277 m n.m.), östlich die Réna (319 m n.m.). Westlich liegt der Teich Letkovický rybník. Südlich des Dorfes verläuft die Staatsstraße II/152 zwischen Ivančice und Dukovany.
Nachbarorte sind Letkovice im Norden, Němčice im Nordosten, Moravské Bránice im Osten, Nové Bránice, Trboušany und Maršovice im Südosten, Budkovice im Süden, Rokytná und Polánka im Südwesten, Řeznovice und Hrubšice im Westen sowie Nová Ves im Nordwesten.

## Geschichte
Erstmals erwähnt wurde Olexowice im Jahre 1350, als sich die Brüder Wlček und Wylenec von Olexowice über ihre Güter einigten. Im Jahre 1490 wurde Georg Kusy von Olexowice als Besitzer genannt. 1533 kaufte Johann Kytl von Lhotka die Ansprüche des Johann von Leipa auf das Gut und die Feste Olexowice um 217 Mährische Gulden ab und wurde aus dem Lehnsverhältnis freigestellt. Später besaßen Kytls Töchter Anna und Dorothea das Gut; 1543 nahmen sie Dorotheas Ehemann, Peter d. Ä. Dubňanský von Bačic in Gütergemeinschaft auf die Feste und den Hof auf. Nachfolgende Besitzer waren Tiburz und Georg Dubňanský von Bačic, die das Gut 1550 an Heinrich Daupowsky von Daupowa veräußerten. Von letzterem erwarb Wilhelm Kusy von Mukoděl 1559 das Gut; 1566 wies er seiner Frau Katharina von Bilkow darauf ein Wittum an. Die minderjährigen Nachkommen des Wilhelm Kusy verkauften das Gut 1574 an die Herren von Leipa, die es an ihre Herrschaft Krumlov anschlossen. In der Mitte des 16. Jahrhunderts errichteten die Hutterischen Brüder in den Wirtschaftsgebäuden der ehemaligen Feste einen Bruderhof; die Hutterer aus Eibenschitz und Umgebung hielten ihre religiösen Zusammenkünfte in Olexowice ab und unterhielten eine eigene Schule. Die hutterische Gemeinde wuchs bald auf etwa 400 Mitglieder an. Nach der Schlacht am Weißen Berg wurden 1621 sämtliche Güter des Berthold Bohuslaw (Bohubud) von Leipa, der ein Anführer der mährischen Stände war, konfisziert. Kaiser Ferdinand II. ließ im Herbst 1622 die Hutterer im Zuge der Gegenreformation aus dem Lande vertreiben, wenn sie nicht zum Katholizismus übertraten; ein Teil der Hutterer passte sich den neuen Gegebenheiten an und blieb im Ort. 1625 erwarb Gundaker von Liechtenstein die Herrschaft Krumlov, die danach fast 300 Jahre im Besitz des Hauses Liechtenstein verblieb. Nachdem 1628 die Hutterer gänzlich vertrieben worden waren, setzte ein wirtschaftlicher Niedergang ein. Die Fürsten von Liechtenstein ließen daraufhin an der Jihlava eine Papiermühle anlegen.
Im Jahre 1835 bestand das im Znaimer Kreis gelegene Dorf Alexowitz bzw. Wolexowice aus 33 Häusern, in denen 184 Personen lebten. Die Papiermühle von Georg Holub hatte 20 Beschäftigte und produzierte jährlich um die 300 Ballen Schreibpapier. Abseits lagen der herrschaftliche Meierhof Karlshof sowie ein Wirtshaus an der vorbeiführenden Handelsstraße. Pfarrort war Řeznowitz. Beim Hochwasser von 1839 wurde die Papiermühle zerstört; an ihrer Stelle errichtete Alfred Skene 1847 eine mechanische Spinnerei, die Armeekleidung und Modewaren produzierte. Bis zur Mitte des 19. Jahrhunderts blieb Alexowitz der Fideikommiss-Primogeniturherrschaft Mährisch-Krummau untertänig.
Nach der Aufhebung der Patrimonialherrschaften bildete Aleksovice / Alexowitz ab 1849 eine Gemeinde im Gerichtsbezirk Eibenschitz. Alfred Skene übersiedelte 1855 nach Brünn, wo er 1859 mit seinem Bruder August das Unternehmen Gebrüder Skene gründete. Die Alexowitzer Tuchfabrik übertrug er seinem zweiten Sohn Louis. Ab 1869 gehörte das Dorf zum Bezirk Brünn; zu dieser Zeit hatte Aleksovice 307 Einwohner und bestand aus 36 Häusern. Als tschechische Ortsnamen wurden zum Ende des 19. Jahrhunderts alternativ Alexovice bzw. Oleksovice, seit Beginn des 20. Jahrhunderts nur noch Alexovice verwendet. Im Jahre 1900 lebten in Alexovice 227 Personen; 1910 waren es 329. Mit dem Tode von Rudolf von Liechtenstein erlosch 1908 die Karlische Linie des Hauses Liechtenstein; Erbe des Großgrundbesitzes wurden die Grafen Kinsky. Louis Skene nahm 1913 Alfred Placzek als Compagnon in seine Tuchfabrik auf. Beim Zensus von 1921 lebten in den 43 Häusern des Dorfes 365 Personen, darunter 329 Tschechen und 26 Deutsche. Im Jahre 1930 hatte Alexovice 466 Einwohner und bestand aus 87 Häusern. Nach der deutschen Besetzung gehörte Alexovice / Alexowitz bis 1945 zum Protektorat Böhmen und Mähren. Im Jahre 1948 wurde das Dorf dem Okres Rosice zugeordnet. Die Eingemeindung nach Ivančice erfolgte 1949. 1950 lebten in Alexovice 568 Personen. Im Zuge der Gebietsreform und der Aufhebung des Okres Rosice kam das Dorf am 1. Juli 1960 zum Okres Brno-venkov zurück. Die Textilfabrik firmierte später als Mosilana. Beim Zensus von 2001 lebten in den 163 Häusern von Alexovice 568 Personen.

## Ortsgliederung
Der Ortsteil Alexovice besteht aus den Grundsiedlungseinheiten Alexovice und Pekárka. Der Ortsteil bildet einen Katastralbezirk.

## Sehenswürdigkeiten
- Neogotische Marienkapelle (kaple Panny Marie Lextinské), errichtet für Alfred Skene
- mehrere Wegkreuze
- Naturdenkmal Pekárka
- Skene-Platane, Baumdenkmal
- Museum des Generals Emil Boček (Muzeum RAF henerála Emila Bočka), eröffnet 2019[5]
- wüste Feste Alexovice, südlich des Eingangs zur Textilfabrik Mosilana in einem Wäldchen, sie wurde 1625 letztmals erwähnt. Mauerreste sind nicht erhalten.

## Persönlichkeiten

### Söhne und Töchter des Ortes
- Alfred von Skene (1849–1917), österreichischer Unternehmer

### Im Ort lebten und wirkten
- Alfred Skene (1815–1887), österreichischer Unternehmer und Gründer der Tuchfabrik, Mitglied des Reichsrates und Bürgermeister von Brünn